# سانحه بمباردیه سی‌آرجی۲۰۰ سائوریا ایرلاینز ۲۰۲۴
سانحه بمباردیه سی‌آرجی۲۰۰ سائوریا ایرلاینز ۲۰۲۴ (به انگلیسی: 2024 Saurya Airlines Bombardier CRJ200 crash) یک پرواز شرکت سائوریا ایرلاینز از کاتماندو به مقصد پوکارا که به همراه ۱۶ مسافر و ۳ خدمه بود، در تاریخ ۲۴ ژوئیه ۲۰۲۴ در فرودگاه بین‌المللی تریبهوان دچار سانحه شد و ۱۸ نفر جان باختند.